# Tour international de Rhodes
Le Tour de Rhodes est une course cycliste par étapes grecque organisée depuis 1987.
La course était réservé aux amateurs et aux espoirs jusqu'en 2001. À cette date la course s'ouvrit aux professionnels. Fabian Cancellara remporte sa première victoire chez les professionnels lors du premier Tour de Rhodes professionnel. Elle réapparaît en 2017, après 14 années d'arrêt, et porte le nom de Tour International de Rhodes. Elle est alors organisée quelques jours après le Grand Prix International de Rhodes.

## Palmarès
| Année     | Vainqueur              | Deuxième             | Troisième             |
| --------- | ---------------------- | -------------------- | --------------------- |
| 1987      | Kanéllos Kanellópoulos | Michalis Farantakis  | Georgios Maniatis     |
| 1988-1994 | non disputé            |                      |                       |
| 1995 (1)  | Kyriakos Koutsoudakis  | Lampros Vasilopoulos | Dimitris Georgalis    |
| 1995 (2)  | Vasileios Anastopoulos | Ioannis Foteinos     | Fotis Tsimitreas      |
| 1996      | Evgeni Golovanov       | Jaromir Purmensky    | Tomas Sedlacek        |
| 1997      | Josef Regec            | Alexandre Kornatov   | Denis Menchov         |
| 1998      | Holger Sievers         | Heinz Marchel        | Robert Reynolds-Jones |
| 1999      | Arno Kaspret           |                      |                       |
| 2000      | Dennis Rasmussen       | Christian Van Dartel | Friedrich Berein      |
| 2001      | Fabian Cancellara      | Alexei Markov        | Bradley Wiggins       |
| 2002      | Fabian Cancellara      | Kurt Asle Arvesen    | Michael Rogers        |
| 2003      | Bram Schmitz           | Sebastian Lang       | Thomas Bruun Eriksen  |
| 2004-2016 | non disputé            |                      |                       |
| 2017      | Colin Stüssi           | Åsmund Romstad Løvik | Cyrille Thièry        |
| 2018      | Mirco Maestri          | Torstein Træen       | Syver Wærsted         |
| 2019      | Martijn Budding        | Markus Hoelgaard     | Roland Thalmann       |
| 2020      | Søren Wærenskjold      | Christian Koch       | Paweł Bernas          |
| 2021      | Fredrik Dversnes       | Christian Koch       | Stan Van Tricht       |
| 2022      | Louis Bendixen         | Lukas Meiler         | Alexis Guérin         |
| 2023      | António Morgado        | Andréas Miltiádis    | André Drege           |
| 2024      | André Drege            | Alessandro Romele    | Colin Stüssi          |
| 2025      | Pierre-Henry Basset    | Ben Felix Jochum     | Colby Simmons         |